# Philadelphia 76ers 2003-2004
La stagione 2003-04 dei Philadelphia 76ers fu la 55ª nella NBA per la franchigia.
I Philadelphia 76ers arrivarono quinti nella Atlantic Division della Eastern Conference con un record di 33-49, non qualificandosi per i play-off.

## Roster
| N° | Naz.                   | Ruolo | Sportivo         | Anno | Alt. | Peso |
| -- | ---------------------- | ----- | ---------------- | ---- | ---- | ---- |
| 00 | Stati Uniti (bandiera) | AC    | Amal McCaskill   | 1973 | 211  | 107  |
| 1  | Canada (bandiera)      | C     | Samuel Dalembert | 1981 | 211  | 113  |
| 3  | Stati Uniti (bandiera) | G     | Allen Iverson    | 1975 | 183  | 75   |
| 7  | Stati Uniti (bandiera) | G     | John Salmons     | 1979 | 201  | 95   |
| 8  | Stati Uniti (bandiera) | G     | Aaron McKie      | 1972 | 196  | 95   |
| 9  | Stati Uniti (bandiera) | A     | Kenny Thomas     | 1977 | 201  | 118  |
| 20 | Stati Uniti (bandiera) | G     | Eric Snow        | 1973 | 191  | 86   |
| 21 | Stati Uniti (bandiera) | G     | Greg Buckner     | 1976 | 193  | 95   |
| 25 | Stati Uniti (bandiera) | C     | Marc Jackson     | 1975 | 208  | 122  |
| 26 | Stati Uniti (bandiera) | A     | Kyle Korver      | 1981 | 201  | 95   |
| 31 | Stati Uniti (bandiera) | A     | Glenn Robinson   | 1973 | 201  | 102  |
| 33 | Stati Uniti (bandiera) | G     | Willie Green     | 1981 | 193  | 91   |
| 42 | Stati Uniti (bandiera) | A     | Zendon Hamilton  | 1975 | 211  | 113  |
| 44 | Stati Uniti (bandiera) | A     | Derrick Coleman  | 1967 | 208  | 104  |

## Staff tecnico
- Allenatori: Randy Ayers (21-31) (fino al 10 febbraio)[1], Chris Ford (12-18)
- Vice-allenatori: Bob Bender, Alex English, Chris Ford (fino al 10 febbraio), Chris Jent, Frank Zanin
- Preparatore atletico: Kevin Johnson
- Assistente preparatore: John Tooher